# Dunker (Familienname)
Dunker ist ein deutscher Familienname.

## Variationen
- Dunckel, Duncker, Doncker

## Namensträger
- Amy Dunker (* 1964), US-amerikanische Komponistin, Musikpädagogin und Trompeterin
- Axel Dunker (* 1960), Literaturwissenschaftler
- Balthasar Anton Dunker (auch Duncker; 1746–1807), deutscher Maler, Radierer und Schriftsteller
- Bernhard Dunker (1809–1870), norwegischer Rechtsanwalt, Politiker und Autor
- Claus-Dieter Dunker (1936–2023), deutscher Politiker (SPD), MdBB
- Conradine Dunker (1780–1866), norwegische Schriftstellerin
- Eduard Dunker (1808–1894), deutscher Geologe
- Friedrich Wilhelm von Dunker (1791–1868), preußischer Generalleutnant
- Gösta Dunker (1905–1973), schwedischer Fußballspieler und Fußballtrainer
- Hans-Joachim Dunker (1927–2005), deutscher Diplomat
- Henry Dunker (1870–1962), schwedischer Unternehmer
- Jens Dunker (1892–1981), norwegischer Architekt
- Jacobine Dunker (1808–1857), norwegische Pädagogin
- Karl von Dunker (1868–1946), deutscher Generalmajor
- Kristina Dunker (* 1973), deutsche Kinder- und Jugendbuchautorin
- Marlène Meyer-Dunker (* 1979), deutsche Schauspielerin
- Philipp Heinrich Dunker (1779–1836), schweizerisch-deutscher Landschaftsmaler und Radierer
- Tom Dunker (1969–2024), deutscher Motorrad-Bahnrennfahrer
- Walter Schramm-Dunker (1890–1944), deutscher Schauspieler, Sänger und Theaterregisseur
- Wilhelm Dunker (1809–1885), deutscher Geologe, Paläontologe und Zoologe
- Wilhelm Dunker (Redakteur) (1829–1902), deutscher Zeitungsredakteur und Dichter